# مخفي
مخفي هو فيلم إثارة فرنسي، صدر عام 2005، من بطولة دانيال أوتيل Daniel Auteuil، جولييت بينوش، موريس بينيشوو Maurice Bénichou، وتأليف وإخراج مايكل هاينيكي، مخرج فيلم الحب الذي فاز بجائزة أوسكار عن فئة أفضل فيلم بلغة أجنبية عام 2013. حصل (مخفي) أو Caché بالفرنسية على أربعة وعشرون جائزة دولية كما ترشح لثلاثة وعشرون جائزة أخرى.

## القصة
هل يمكن أن تكون أخطأ ساذجة في الصغر مقدمة لحياة مروعة في الكبر؟ تلك هي حبكة الفيلم: جورج (دانيال أوتيل) الذي تخلص وهو في سن السادسة من طفل يدعى (ماجد) ذي الأصول الجزائرية والمقيم بالتبني في منزل عائلة جورج بعد أن قتلت الشرطة والدي ماجد في مجزرة باريس عام 1961 بأن أعاداه إلى ملجأه يعتقد أنه هو السبب وراء شرائط الفيديو المحتواة على تفاصيل يومية يمارسها جورج وزوجته وكأنهما تحت مراقبة مستمرة خصوصًا عندما عثر أمام باب شقته على ورقة مرسوم عليها رأس ديك ملطخة بالدما. فحادثة صغيرة وقعت في الطفولة تلك التي فيها ماجد يذبح ديك بطريقة غير رحيمة جعلت جورج يدبر المكائد ليتخلص من ماجد وقد كان فهل عاد ماجد فعلًا لينتقم بعد كل هذه السنين الطويلة؟

## قراءة للفيلم
جورج لا يهتم كثيرًا بأفعاله الخاطئة في الصغر، لكن يهتم بأفعال الآخرين الخاطئة في الكبر، لذلك العقاب جاهز في الحالتين يقصي ماجد من بيت عائلته طفلًا ويطارده بأفراد الشرطة كهلًا .. أنا لست مذنبًُا، ولا أكترث أن أكون مذنبًا أنت الذي ترتكب الذنوب مع شخص لا يغفرها. كيف تم تصوير جورج وزوجته وهما ذاهبان إلى العمل؟ لا يهتم مايكل هانيكا بذلك، بل يهتم بأعماق الإنسان وهي في حالة شتات بين ما هو ماض وما هو آتٍ. وفي خضم اللامبالاة عند التجاوز في حق الآخرين يبزغ الشعور بالذنب.

## وصلات خارجية
- مخفي على موقع IMDb (الإنجليزية)
- مخفي على موقع ميتاكريتيك (الإنجليزية)
- مخفي على موقع الموسوعة البريطانية (الإنجليزية)
- مخفي على موقع روتن توميتوز (الإنجليزية)
- مخفي على موقع نتفليكس (الإنجليزية)
- مخفي على موقع قاعدة بيانات الأفلام العربية
- مخفي على موقع ألو سيني (الفرنسية)
- مخفي على موقع Turner Classic Movies (الإنجليزية)
- مخفي على موقع أول موفي (الإنجليزية)
- مخفي على موقع بوكس أوفيس موجو (الإنجليزية)